# Puegnago sul Garda
Puegnago sul Garda là một đô thị trong tỉnh tỉnh Brescia thuộc vùng Lombardia, Ý. Đô thị này có diện tích 10 km², dân số 2775 người. Các đô thị giáp ranh gồm: Gavardo, Manerba del Garda, Muscoline, Polpenazze del Garda, Salò, San Felice del Benaco